# Ліга націй УЄФА з футболу серед жінок 2023—2024
Жіноча Ліга націй УЄФА 2023—2024 (англ. 2023–24 UEFA Women's Nations League) — перший турнір жіночої Ліги націй УЄФА, що відбувався у 2023—2024 роках за участю жіночих збірних команд-членів асоціацій УЄФА.  Першим переможцем в дебютному турнирі стала збірна Іспанії.
Груповий етап проходив з вересня по грудень 2023 року, а в лютому 2024 року проходив фінал чотирьох, в якому визначався переможець. 
Два учасники фіналу Ліги націй УЄФА мали отримати кваліфікацію на жіночий олімпійський футбольний турнір, але так як одними з учасників фіналу була збірна Франції, що мала статус господарів Олімпійських Ігор-2024, додаткову квоту отримала збірна Німеччини, яка посіла третє місце. Також відповідно до загального рейтингу, який було складено за підсумками Ліги націй, сформуються кошики для жеребкування європейської кваліфікації жіночого Євро-2025.

## Формат
Про запуск жіночої Ліги націй УЄФА оголосила в листопаді 2022 року. Змагання мають подібний формат до аналогічного чоловічого турніру серед європейських збірних, що існує з 2018 року.   
Крім того, Ліга націй слугуватиме відбором на Олімпійські ігри та частиною кваліфікації на чемпіонат Європи. Дві найкращі команди (не враховуючи господарок — Франції) у підсумку отримають олімпійські ліцензії на Париж-2024, а результати збірних визначать, у якій лізі вони розпочинатимуть відбір на Євро-2025.
Згідно з рейтингом збірних за версією УЄФА команди поділені на ліги: A, B і C. У найвищих двох грають по 16 команд: чотири групи по чотири збірні. Решта країн змагаються в лізі C. Кожна команда грає по два матчі проти країн-суперниць у їхній групі (традиційно вдома й на виїзді).
За підсумком групових матчів буде визначено чотири найкращі команди ліги A (переможниці кожної з груп), які зіграють у фінальній частині турніру та боротимуться за титул у топ-дивізіоні. Водночас переможниці ліг B і C підвищаться в дивізіоні, а найгірші команди понизяться або боротимуться за збереження місця, залежно від результатів.

### Визначення місць команд у турнірній таблиці
Якщо дві або більше команди в одній групі рівні за очками після завершення етапу ліги, застосовуються наступні критерії:
1. Більша кількість очок, що були здобуті в матчах лише між цими командами;
2. Краща різниця забитих м'ячів в матчах лише між цими командами;
3. Більша кількість голів, забитих в матчах лише між цими командами;
4. Якщо критерії 1-3 застосовані та команди досі рівні за показниками, критерії 1-3 перезастосовуються тільки для матчів між двома командами у випадку, якщо за попередніми критеріями 1-3 можна відсіяти всі інші команди (третю або третю та четверту).

Якщо ця процедура не призводить до прийняття рішення, застосовуються наступні критерії:
1. Краща різниця забитих м'ячів в усіх матчах групи;
2. Більша кількість голів, забитих в усіх матчах групи;
3. Більша кількість перемог в усіх матчах групи;
4. Показник фейр-плей в усіх матчах групи (1 бал за жовту картку, 3 бали за червону картку як наслідок двох жовтих, 3 бали за пряму червону картку, 4 бали за жовту картку, за якою послідувала пряма червона картка);
5. Місце в таблиці коефіцієнтів національних збірних УЄФА.

Якщо дві або більше асоціації мають однаковий річний коефіцієнт, то цей критерій застосовується до останнього півріччя:
1. Коефіцієнт;
2. Краща різниця забитих м'ячів;
3. Більша кількість забитих голів;
4. Показник фейр-плей (1 бал за жовту картку, 3 бали за червону картку як наслідок двох жовтих, 3 бали за пряму червону картку, 4 бали за жовту картку, за якою послідувала пряма червона картка);
5. Жеребкування.

### Визначення місць команд у рейтингу ліги
Рейтинг окремої ліги визначається відповідно до наступних критеріїв:
1. Місце в групі;
2. Більша кількість очок;
3. Краща різниця забитих м'ячів;
4. Більша кількість забитих голів;
5. Більша кількість перемог;
6. Більша кількість перемог на виїзді;
7. Показник фейр-плей в усіх матчах групи (1 бал за жовту картку, 3 бали за червону картку як наслідок двох жовтих, 3 бали за пряму червону картку, 4 бали за жовту картку, за якою послідувала пряма червона картка);
8. Місце в таблиці коефіцієнтів національних збірних УЄФА.

Для того, щоб розмістити команди в рейтингу ліги, що складається з груп з різною кількістю команд, застосовуються наступні критерії:
1. Результати матчів проти команд, що посіли 4-е місце, не враховуються при порівнянні команд, що фінішували першими, другими чи третіми у своїх групах.
2. Всі результати матчів враховуються при порівнянні команд, що фінішували четвертими у своїх групах.

Рейтинг топ-4 команд Ліги А визначається за їх результатами в фіналі чотирьох Ліги націй:
1. Переможець в рейтингу буде першим;
2. Фіналіст в рейтингу буде другим;
3. Переможець матчу за 3-є місце в рейтингу буде третім;
4. Невдаха матчу за 3-є місце в рейтингу буде четвертим.

### Визначення місць команд у загальному рейтингу
Загальний рейтинг Ліги націй УЄФА визначається відповідно до наступних критеріїв:
1. 16 команд Ліги A посідають 1-16 місця відповідно до рейтингу своєї ліги.
2. 16 команд Ліги B посідають 17-32 місця відповідно до рейтингу своєї ліги.
3. 19 команд Ліги C посідають 33-51 місця відповідно до рейтингу своєї ліги.

## Календар
| Етап          | Раунд            | Дата                              |
| ------------- | ---------------- | --------------------------------- |
| Груповий етап | 1 тур та 2 тур   | 20-26 вересня 2023 року           |
| Груповий етап | 3 тур та 4 тур   | 25-31 жовтня 2023 року            |
| Груповий етап | 5 тур та 6 тур   | 29 листопада — 5 грудня 2023 року |
| Груповий етап | Фінальна частина | з 23 по 28 лютого 2024 року       |

## Учасники
51 національна жіноча збірна УЄФА, що бере участь у Лізі Націй були розділені на три «Ліги» (16 команд у Лізі А, 16 команд у Лізі B, 19 команд у Лізі C) відповідно до коефіцієнтів національних збірних УЄФА.
Збірна Росії не бере участі в турнірі, позаяк через агресію російські команди та клуби були відсторонені від участі в турнірах УЄФА відповідно до рішення, прийнятого Виконавчим комітетом УЄФА 28 лютого 2022 року та підтвердженого Спортивним арбітражним судом 15 липня 2022 року.
| Кошик | Збірна     | Місце |
| ----- | ---------- | ----- |
| 1     | Англія     | 1     |
| 1     | Німеччина  | 2     |
| 1     | Франція    | 3     |
| 1     | Швеція     | 4     |
| 2     | Іспанія    | 5     |
| 2     | Нідерланди | 6     |
| 2     | Норвегія   | 7     |
| 2     | Данія      | 8     |
| 3     | Італія     | 9     |
| 3     | Бельгія    | 10    |
| 3     | Австрія    | 11    |
| 3     | Ісландія   | 12    |
| 4     | Швейцарія  | 13    |
| 4     | Уельс      | 14    |
| 4     | Шотландія  | 15    |
| 4     | Португалія | 16    |

| Кошик | Збірна               | Місце |
| ----- | -------------------- | ----- |
| 1     | Ірландія             | 17    |
| 1     | Польща               | 18    |
| 1     | Чехія                | 19    |
| 1     | Фінляндія            | 20    |
| 2     | Сербія               | 21    |
| 2     | Словенія             | 22    |
| 2     | Північна Ірландія    | 23    |
| 2     | Румунія              | 24    |
| 3     | Україна              | 25    |
| 3     | Боснія і Герцеговина | 26    |
| 3     | Словаччина           | 27    |
| 3     | Угорщина             | 28    |
| 4     | Греція               | 29    |
| 4     | Хорватія             | 30    |
| 4     | Білорусь             | 31    |
| 4     | Албанія              | 32    |

| Кошик | Збірна             | Місце |
| ----- | ------------------ | ----- |
| 1     | Мальта             | 33    |
| 1     | Ізраїль            | 34    |
| 1     | Азербайджан        | 35    |
| 1     | Туреччина          | 36    |
| 1     | Північна Македонія | 37    |
| 2     | Косово             | 38    |
| 2     | Чорногорія         | 39    |
| 2     | Люксембург         | 40    |
| 2     | Естонія            | 41    |
| 2     | Молдова            | 42    |
| 3     | Литва              | 43    |
| 3     | Казахстан          | 44    |
| 3     | Латвія             | 45    |
| 3     | Болгарія           | 46    |
| 3     | Кіпр               | 47    |
| 4     | Фарерські острови  | 48    |
| 4     | Грузія             | 49    |
| 4     | Вірменія           | 50    |
| 4     | Андорра            | 51    |

На підставі рішень Виконкому УЄФА, які діяли на момент жеребкування до однієї групи не могли потрапити Білорусь з Україною та Вірменія з Азербайджаном.
Щоб звести до мінімуму транспортний тягар команд, Казахстан міг потрапити до групи лише з одним із наступних учасників: Андорра, Фарерські острови чи Мальта.
2 травня 2023 року жеребкування групового етапу жіночої Ліги націй провели посол УЄФА з розвитку жіночого футболу Вероніка Бокете та виконавчий директор УЄФА з жіночого футболу Надін Кеслер. 

## Ліга A

### Група A1
| Команда    | І | В | Н | П | ЗМ | ПМ | РМ  | О  |
| ---------- | - | - | - | - | -- | -- | --- | -- |
| Нідерланди | 6 | 4 | 0 | 2 | 14 | 6  | +8  | 12 |
| Англія     | 6 | 4 | 0 | 2 | 15 | 8  | +7  | 12 |
| Бельгія    | 6 | 2 | 2 | 2 | 7  | 10 | −3  | 8  |
| Шотландія  | 6 | 0 | 2 | 4 | 3  | 15 | −12 | 2  |

### Група A2
| Команда    | І | В | Н | П | ЗМ | ПМ | РМ | О  |
| ---------- | - | - | - | - | -- | -- | -- | -- |
| Франція    | 6 | 5 | 1 | 0 | 9  | 1  | +8 | 16 |
| Австрія    | 6 | 3 | 1 | 2 | 7  | 8  | −1 | 10 |
| Норвегія   | 6 | 1 | 2 | 3 | 9  | 8  | +1 | 5  |
| Португалія | 6 | 1 | 0 | 5 | 5  | 13 | −8 | 3  |

### Група A3
| Команда   | І | В | Н | П | ЗМ | ПМ | РМ  | О  |
| --------- | - | - | - | - | -- | -- | --- | -- |
| Німеччина | 6 | 4 | 1 | 1 | 14 | 3  | +11 | 13 |
| Данія     | 6 | 4 | 0 | 2 | 10 | 6  | +4  | 12 |
| Ісландія  | 6 | 3 | 0 | 3 | 4  | 8  | −4  | 9  |
| Уельс     | 6 | 0 | 1 | 5 | 4  | 15 | −11 | 1  |

### Група A4
| Команда   | І | В | Н | П | ЗМ | ПМ | РМ  | О  |
| --------- | - | - | - | - | -- | -- | --- | -- |
| Іспанія   | 6 | 5 | 0 | 1 | 23 | 9  | +14 | 15 |
| Італія    | 6 | 3 | 1 | 2 | 8  | 5  | +3  | 10 |
| Швеція    | 6 | 2 | 1 | 3 | 8  | 10 | −2  | 7  |
| Швейцарія | 6 | 1 | 0 | 5 | 2  | 17 | −15 | 3  |

Позначення:

### Фінал чотирьох

#### Півфінали
| 23 лютого 2024 |

| Іспанія                           | 3:0      | Нідерланди |
| --------------------------------- | -------- | ---------- |
| Ермосо 41' Бонматі 45' Батльє 77' | Протокол |            |

| Естадіо де Ла Картуха, Севілья Глядачів: 21 856 Арбітр: Ребекка Велч |

| 23 лютого 2024 |

| Франція                       | 2:1      | Німеччина       |
| ----------------------------- | -------- | --------------- |
| Діані 41' Каршауі 45+4' (пен) | Протокол | Гвінн 82' (пен) |

| Парк Олімпік Ліонне, Десін-Шарп'є Глядачів: 30 267 Арбітр: Естер Штаублі |

#### Матч за 3-тє місце
| 28 лютого 2024 |

| Нідерланди | 0:2      | Німеччина           |
| ---------- | -------- | ------------------- |
|            | Протокол | Бюль 66' Шуллер 78' |

| Абе Ленстра, Геренвен Арбітр: Стефані Фраппар |

#### Фінал
| 28 лютого 2024 |

| Іспанія                    | 2:0      | Франція |
| -------------------------- | -------- | ------- |
| Бонматі 32' Кальдентей 53' | Протокол |         |

| Естадіо де Ла Картуха, Севілья Глядачів: 32 567 Арбітр: Тесс Олофссон |

## Ліга B

### Група B1
| Команда           | І | В | Н | П | ЗМ | ПМ | РМ  | О  |
| ----------------- | - | - | - | - | -- | -- | --- | -- |
| Ірландія          | 6 | 6 | 0 | 0 | 20 | 2  | +18 | 18 |
| Угорщина          | 6 | 2 | 2 | 2 | 11 | 9  | +2  | 8  |
| Північна Ірландія | 6 | 2 | 1 | 3 | 9  | 13 | −4  | 7  |
| Албанія           | 6 | 0 | 1 | 5 | 2  | 18 | −16 | 1  |

### Група B2
| Команда    | І | В | Н | П | ЗМ | ПМ | РМ  | О  |
| ---------- | - | - | - | - | -- | -- | --- | -- |
| Фінляндія  | 6 | 5 | 1 | 0 | 18 | 2  | +16 | 16 |
| Хорватія   | 6 | 3 | 0 | 3 | 5  | 10 | −5  | 9  |
| Словаччина | 6 | 2 | 2 | 2 | 7  | 8  | −1  | 8  |
| Румунія    | 6 | 0 | 1 | 5 | 1  | 11 | −10 | 1  |

### Група B3
| Команда | І | В | Н | П | ЗМ | ПМ | РМ  | О  |
| ------- | - | - | - | - | -- | -- | --- | -- |
| Польща  | 6 | 5 | 1 | 0 | 11 | 4  | +7  | 16 |
| Сербія  | 6 | 3 | 1 | 2 | 10 | 5  | +5  | 10 |
| Україна | 6 | 2 | 0 | 4 | 5  | 7  | −2  | 6  |
| Греція  | 6 | 1 | 0 | 5 | 3  | 13 | −10 | 3  |

### Група B4
| Команда              | І | В | Н | П | ЗМ | ПМ | РМ | О  |
| -------------------- | - | - | - | - | -- | -- | -- | -- |
| Чехія                | 6 | 4 | 1 | 1 | 11 | 4  | +7 | 13 |
| Боснія і Герцеговина | 6 | 3 | 2 | 1 | 8  | 6  | +2 | 11 |
| Словенія             | 6 | 1 | 3 | 2 | 4  | 9  | −5 | 6  |
| Білорусь             | 6 | 0 | 2 | 4 | 3  | 7  | −4 | 2  |

Позначення:

## Ліга C

### Група C1
| Команда | І | В | Н | П | ЗМ | ПМ | РМ  | О  |
| ------- | - | - | - | - | -- | -- | --- | -- |
| Мальта  | 6 | 5 | 1 | 0 | 13 | 1  | +12 | 16 |
| Латвія  | 6 | 3 | 1 | 2 | 17 | 6  | +11 | 10 |
| Андорра | 6 | 1 | 1 | 4 | 2  | 17 | −15 | 4  |
| Молдова | 6 | 0 | 3 | 3 | 4  | 12 | −8  | 3  |

### Група C2
| Команда    | І | В | Н | П | ЗМ | ПМ | РМ  | О  |
| ---------- | - | - | - | - | -- | -- | --- | -- |
| Туреччина  | 6 | 6 | 0 | 0 | 16 | 0  | +16 | 18 |
| Литва      | 6 | 1 | 2 | 3 | 4  | 9  | −5  | 5  |
| Люксембург | 6 | 1 | 2 | 3 | 6  | 11 | −5  | 5  |
| Грузія     | 6 | 1 | 2 | 3 | 5  | 11 | −6  | 5  |

### Група C3
| Команда           | І | В | Н | П | ЗМ | ПМ | РМ  | О  |
| ----------------- | - | - | - | - | -- | -- | --- | -- |
| Азербайджан       | 6 | 5 | 1 | 0 | 9  | 2  | +7  | 16 |
| Чорногорія        | 6 | 4 | 0 | 2 | 14 | 4  | +10 | 12 |
| Кіпр              | 6 | 2 | 1 | 3 | 3  | 6  | −3  | 7  |
| Фарерські острови | 6 | 0 | 0 | 6 | 1  | 15 | −14 | 0  |

### Група C4
| Команда   | І | В | Н | П | ЗМ | ПМ | РМ  | О  |
| --------- | - | - | - | - | -- | -- | --- | -- |
| Ізраїль   | 6 | 5 | 1 | 0 | 21 | 2  | +19 | 16 |
| Естонія   | 6 | 3 | 1 | 2 | 11 | 11 | 0   | 10 |
| Казахстан | 6 | 2 | 2 | 2 | 6  | 5  | +1  | 8  |
| Вірменія  | 6 | 0 | 0 | 6 | 5  | 25 | −20 | 0  |

### Група C5
| Команда            | І | В | Н | П | ЗМ | ПМ | РМ | О  |
| ------------------ | - | - | - | - | -- | -- | -- | -- |
| Косово             | 4 | 3 | 1 | 0 | 10 | 2  | +8 | 10 |
| Болгарія           | 4 | 1 | 2 | 1 | 4  | 7  | −3 | 5  |
| Північна Македонія | 4 | 0 | 1 | 3 | 3  | 8  | −5 | 1  |

Позначення:

## Стикові матчі

### Стикові матчі за місце в Лізі А
| Команда 1            | Заг. | Команда 2 | 1-й матч | 2-й матч |
| -------------------- | ---- | --------- | -------- | -------- |
| Сербія               | 2:3  | Ісландія  | 1:1      | 1:2      |
| Угорщина             | 2:10 | Бельгія   | 1:5      | 1:5      |
| Боснія і Герцоговина | 0:10 | Швеція    | 0:5      | 0:5      |
| Хорватія             | 0:8  | Норвегія  | 0:3      | 0:5      |

### Стикові матчі за місце в Лізі B
| Команда 1  | Заг. | Команда 2         | 1-й матч | 2-й матч |
| ---------- | ---- | ----------------- | -------- | -------- |
| Латвія     | 0:9  | Словаччина        | 0:3      | 0:6      |
| Чорногорія | 1:3  | Північна Ірландія | 0:2      | 1:1      |
| Болгарія   | 0:7  | Україна           | 0:4      | 0:3      |